# Agapanthia maculicornis
Agapanthia maculicornis је инсект из реда тврдокрилаца (Coleoptera) и фамилије стрижибуба (Cerambycidae). Припада потфамилији Lamiinae.

## Распрострањење и станиште
Распрострањена је Балканском полуострву, црноморском басену и Малој Азији. У Србији је присуство утврђено на југу и југоистоку земље.

## Опис
Agapanthia maculicornis је дугaчка 8—15 mm. Тело је црно. Чело је са жутом пубесценцијом, а на темену је присутна жута уздужна шара. Пронотум има три уздужне жуте шаре, једну у средини, а две бочно. Скутелум је са жутом или жуто-белом пубесценцијом. Покрилца имају благо метално пресијавање и сиву пубесценцију, која постаје све гушћа ка врху покрилаца. Ноге су са сивом пубесценцијом. Антене су дуге, а основа 3-12 чланка антена је са густом беличасто-свиом пубесценцијом. Трећи чланак антена је скоро цео црно, изузев основе чланка, која поседује веома мали прстен светлих длачица. 

## Биологија и развиће
Имага су активна у пролеће, од априла до јуна. Ларва се развија у стаблу биљке домаћина, врстама родова Tragopogon и Dianthus. Развиће траје једну годину. Имага се налазе на биљци домаћину.